# Ariphron
Ariphron (en grec ancien eἈρίφρων) est le père de Xanthippe, et le grand-père de Périclès, chefs d'État d'État athéniens tous les deux. Il est associé à la famille Alcméonides. Il fut également le général qui remporte la victoire contre les Perses à Mycale ainsi que le combat des Thermopyles. Son petit fils et grand frère de Périclès, hérite son nom.

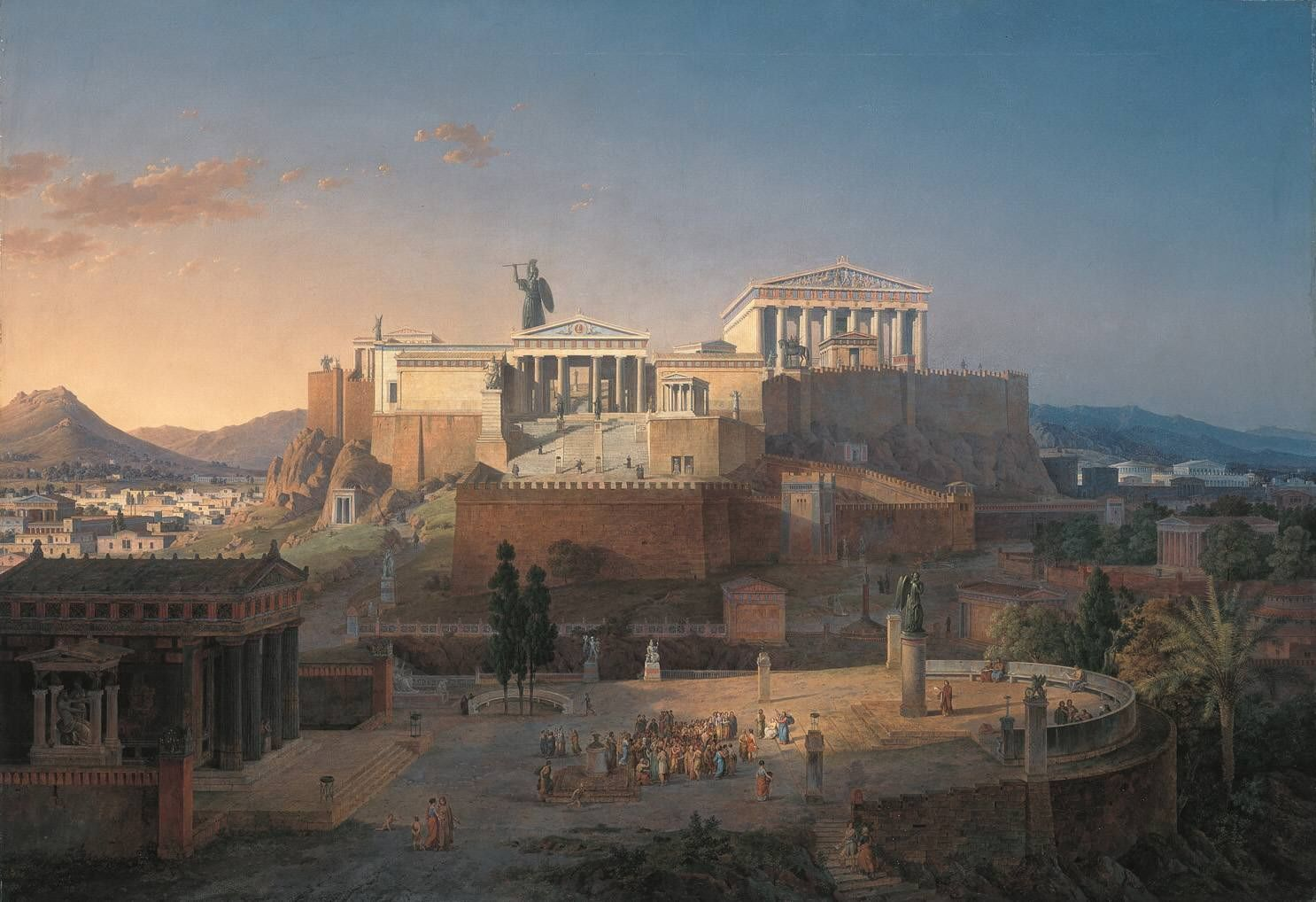

## Biographie
Ariphron est probablement né à Athènes vers le milieu du VIe siècle av. J.-C.